# Michail Fedotowitsch Owsjannikow
Michail Fedotowitsch Owsjannikow (russisch Михаи́л Федо́тович Овся́нников, engl. Transkription Mikhail Fedotovich Ovsyannikov) (* 21. November 1915; † 11. August 1987) war ein sowjetischer Philosoph.

## Leben
Er absolvierte 1939 ein Studium an der Staatlichen Pädagogischen Universität in Moskau. Eine erste Dissertation verfasste er 1943 mit dem Titel "Das Schicksal der Kunst im kapitalistischen Milieu von Hegel und Balzac"(« Судьба искусства в капиталистическом обществе у Гегеля и Бальзака »). Im Jahr 1961 promovierte er zum Doktor der Philosophie.
Er war Hegel-Spezialist und arbeitete zu Fragen marxistischer Ästhetik. Von 1968 bis 1974 leitete er die philosophische Fakultät der Lomonossow-Universität.

## Schriften (Auswahl)
- Философия Гегеля (1959) (Die Philosophie Hegels)
- Гегель (1971) (Hegel)
- Проблемы художественного творчества (1975) (Probleme des künstlerischen Schaffens)
- История эстетической мысли (1983) (Die Geschichte des ästhetischen Denkens)

Deutsche Übersetzungen von Owsjannikows Werken
- M. F. Owsjannikow, S. W. Smirnowa: Kurze Geschichte der Ästhetik. 1. Auflage. Karl Dietz Verlag Berlin, Berlin 1966.
- M. F. Owsjannikow: Marxistisch - leninistische Ästhetik. 1. Auflage. Karl Dietz Verlag Berlin, Berlin 1976.